# 아비산
아비산(arsenous acid 또는 arsenious acid)은 화학식 H3AsO3을 갖는 무기 화합물이다. 수용액에서 발생하는 것으로 알려져 있지만 순수한 물질로 분리된 것은 아니지만 이 사실이 As(OH)3의 중요성을 손상시키지는 않는다.

## 속성
As(OH)3는 비소에 결합된 3개의 수산기로 구성된 피라미드 분자이다. 아비산 용액의 1H NMR 스펙트럼은 분자의 높은 대칭성과 일치하는 단일 신호로 구성된다. 대조적으로, 명목상 관련된 아인산 H3PO3은 HPO(OH)2 구조를 채택한다. 아비산(P(OH)3)의 구조적 유사체는 이러한 용액의 매우 작은 평형 성분이다. As와 P 화합물의 서로 다른 행동은 높은 산화 상태가 무거운 동족 원소보다 가벼운 주족 원소에 대해 더 안정하다는 경향을 반영한다.
비소산의 호변이성질체 중 하나는 HAsO(OH)2이며, 이를 비소산이라고 한다. 이는 분리되거나 잘 특성화되지 않았다.

## 합성
As(OH)3의 제조에는 물에서 삼산화비소의 느린 가수분해가 포함된다. 염기를 첨가하면 아비산이 아비산염 이온 [AsO(OH)2]-, [AsO2(OH)]2- 및 [AsO3]3-로 전환된다.

## 독성
비소 함유 화합물은 독성이 강하고 발암성이 높다. 아비산의 무수물 형태인 삼산화비소는 제초제, 살충제, 쥐약으로 사용된다.